# 竹本大隅太夫
竹本 大隅大夫（たけもと おおすみたゆう）は、義太夫節の太夫。

## 初代
（寛政9年（1797年） - 元治元年11月13日（1864年12月11日））本名は尾張屋新兵衛
大和初瀬の出身。2代目竹本土佐太夫（後の竹本播磨大掾）の門下で百合太夫、三根太夫、1838年に大隅太夫（または大住太夫）となった。10年以上江戸で修業した後に1860年に大坂に下り活躍。

## 2代目
（生没年不詳）
初代大隅太夫の門下で初代竹本伊達太夫、1865年に2代目大隅太夫を大坂で襲名。後に失明をしたという。
同時期江戸では同じ初代の門弟の大和太夫が2代目大隅太夫を襲名した事により2人の大隅太夫が存在した。

## 3代目
（安政元年（1854年） - 大正2年（1913年）7月31日）本名は井上重吉。
大坂順慶町の生まれ、1869年に5代目竹本春太夫の門下で初代竹本春子太夫。1884年に3代目大隅太夫を襲名。1890年に彦六座の櫓下。当たり芸は「摂州合邦辻」等。レコードを多く残した。相三味線を務めたのが2代目豐澤團平、その後は3代目鶴澤清六と変わった。
巡業先の台湾台南で脳梗塞で死去。

## 4代目
（明治15年（1882年）10月27日 - 昭和27年（1952年7月12日）本名は永田安太郎。
3代目鶴澤清六の甥。静岡の生まれ、20歳で鶴澤淺吉に入門、1904年に太夫に変え3代目大隅太夫の門下で静太夫。1927年に4代目大隅太夫を襲名。

## 5代目
（明治36年（1882年）7月18日 - 昭和55年（1980年2月11日）本名は高田峰雄。
父は3代目大隅太夫の相三味線を勤めた豊澤團平の弟子の豊澤團治。兵庫県神戸市の生まれ、1930年に4代目大隅太夫に入門し隅若太夫。1950年に2代目竹本静太夫、1960年に5代目大隅太夫を襲名。